# Rudolf de Bruyn Ouboter
Rudolf de Bruyn Ouboter (Hulst, 7 juli 1894 – Den Haag, 31 december 1983) was een Nederlandse kunstschilder en aquarellist.

## Levensloop
Rudolf de Bruyn Ouboter groeide op in Groningen. Na zijn gymnasiumopleiding kreeg hij zijn eerste teken- en schildersopleiding vanaf 1915 in Den Haag, bij Bernard Schregel. Hij volgde er tevens de tekenopleiding van Bik en Vaandrager en bezocht er de modelavonden in Pulchri Studio. Van 1922 tot 1924 werkte hij in het atelier van Walter Thor in München. Hij deelde er een kamer met de latere hoogleraar muziekwetenschappen aan de Universiteit van Amsterdam, Karel Philippus Bernet Kempers. Na zijn huwelijk met Margot Mazel in augustus 1924 vestigde hij zich met haar in Parijs. Hij zette er zijn opleiding voort aan de Académie La Grande Chaumère. Met de Nederlandse schilder Hans Royaards, die daar eveneens studeerde, zou hij zijn leven lang bevriend blijven. 
Het jaar daarop vertrok De Bruyn Ouboter naar Italië, waar hij ook de schrijver Arthur van Schendel leerde kennen. Het echtpaar nam er zijn intrek in de Villa sul monte Muscoli van de Larense schilder Henri van de Velde te Fiesole. De Bruyn Ouboter legde zich steeds meer toe op het aquarelleren, waartoe vooral het heldere Italiaanse licht hem inspireerde. Na terugkeer in Nederland volgde hij nog lessen bij Henk Meijer aan de Koninklijke Academie van Beeldende Kunsten in Den Haag. Behoudens de laatste levensjaren in Huize Rust en Vreugd te Wassenaar is hij in Den Haag blijven wonen.
Vanaf 1931 was hij lid van het Schilderkunstige Genootschap Pulchri Studio in Den Haag. Zijn eerste tentoonstelling, in mei 1932, samen met de schilder en etser Alfred Löb in Kunstzaal Kleykamp aan de Scheveningseweg, werd zeer lovend besproken. Het zijn vooral zijn aquarellen die de aandacht trekken. Een recensent noemt hem ‘de ongekroonde vorst der waterverfkunst’. Ook aan de jaarlijkse tentoonstellingen van Pulchrileden neemt hij regelmatig deel. Tijdens het bombardement van Rotterdam in de meidagen van 1940 ging tijdens een tentoonstelling aldaar een aantal van zijn schilderijen verloren. Bij de door de schilders Otto B.de Kat en Kees Verwey direct na de oorlog opgerichte Hollandse Aquarellistenkring, sloot ook De Bruyn Ouboter zich aan. 
Ter gelegenheid van zijn vijftigste verjaardag (4 juli 1944) werd, behalve een clandestiene tentoonstelling ten huize van mevrouw Miep Eijffinger, eigenares van de Haagse kunsthandel Liernur, ook een tentoonstelling georganiseerd in gijzelaarskamp Beekvliet te Sint Michielsgestel, op initiatief van de daar geïnterneerde directeur van het Haagse Gemeentemuseum, dr. G. Knuttel. Een grote overzichtstentoonstelling in dat museum markeert vijfentwintig jaar later zijn vijfenzeventigste verjaardag.

## Werk
Het werk van De Bruyn Ouboter bestaat, naast enkele, meest vroege tekeningen en olieverfschilderijen, vrijwel uitsluitend uit aquarellen, voornamelijk stillevens, die veelal in particulier bezit zijn. 

## Externe bronnen
- Biografische gegevens bij het RKD-Nederlands Instituut voor Kunstgeschiedenis
- Website Stichting Rudolf de Bruyn Ouboter

- Bibliothèque nationale de France: cb156479377 (data)
- Biografisch Portaal: 77822252
- Gemeinsame Normdatei: 133697657
- International Standard Name Identifier: 0000 0001 1440 0476
- Library of Congress Control Number: no2007117663
- Mathematics Genealogy Project: 144685
- Nederlandse Thesaurus van Auteursnamen: 070355657
- RKD-Nederlands Instituut voor Kunstgeschiedenis: 13666
- Système universitaire de documentation: 094509972
- Virtual International Authority File: 25800229
- WorldCat: E39PBJxhgxWWbtfFxH4WkTcdcP